# Merve Dizdar
Merve Dizdar (Smirne, 25 giugno 1986) è un'attrice turca.
Nel 2020 ha vinto il Golden Butterfly Award come migliore attrice per la sua interpretazione in The Innocents e ha ottenuto una candidatura al Turkish Film Critics Association Award per la sua interpretazione in War of the Elits. Nel 2023 ha vinto il Premio del Festival di Cannes come migliore attrice.
Ha vinto il Prix d'interprétation féminine al Festival di Cannes 2023 per la sua interpretazione nel film Racconto di due stagioni.

## Filmografia parziale

### Cinema
- Bir Ses Böler Geceyi, regia di Ersan Arsever (2012)
- Mandıra Filozofu, regia di Müfit Can Saçinti (2014)
- Yok Artık 2, regia di Caner Özyurtlu (2016)
- Organik Aşk Hikayeleri, regia di Alpgiray M. Ugurlu (2017)
- Körfez, regia di Emre Yeksan (2017)
- Batlır, regia di Stare Yıldırım (2018)
- Bir Aşk İki Hayat, regia di Ali Bilgin (2019)
- Eltilerin Savaşı, regia di Onur Bilgetay (2020)
- Sen Hiç Ateşböceği Gördün mü?, regia di Andaç Haznedaroglu (2021)
- Kar ve Ayı, regia di Selcen Ergun (2022)
- Tamirhane, regia di Erkan Kolçak Köstendil (2022)
- Alice Müzikali, regia di Serdar Bilis (2023)

- Racconto di due stagioni (Kuru otlar üstüne), regia di Nuri Bilge Ceylan (2023)

### Televisione
- Kavak Yelleri - serie TV, (2010-2011)
- İnsanlar Alemi - serie TV, (2012)
- Bir Yastıkta - serie TV, (2013)
- Doksanlar - serie TV, (2013–2014)
- Çılgın Dersane Üniversitede - serie TV, (2014)
- Kırgın Çiçekler - serie TV, (2015)
- Beş Kardeş - serie TV, (2015)
- Yeni Hayat - serie TV, (2015)
- Kertenkele - serie TV, (2015–2016)
- 7YÜZ - serie TV, (2017)
- Yüz Yüze - serie TV, (2017)
- Vatanım Sensin - serie TV, (2017–2018)
- Kırmızı Oda - serie TV, (2020)
- Il dottor Alì - serie TV, (2021)
- Masumlar Apartmanı - serie TV, (2020–2022)
- Erşan Kuneri - serie TV, (2022-in corso)
- Magarsus - serie TV, (2023)
- Ömer - serie TV, (2023-in corso)

## Doppiatrici italiane
Nelle versioni in italiano nelle opere in cui ha recitato, Merve Dizdar è stata doppiata da:
- Alessandra Bellini in Il dottor Alì

## Riconoscimenti
- Festival di Cannes
  - 2023 – Prix d'interprétation féminine per Racconto di due stagioni